# Yahoo! Finance
Yahoo! Finance — провайдер фінансової інформації, який належить Yahoo! Один з головних постачальників подібної інформації в США з близько 70 мільйонів відвідувачів на травень 2018 року згідно з даними eBizMBA.

## Зміст
Yahoo! Finance надає новини та довідкову інформацію по темам, пов'язаним з бізнесом, фінансами та економікою. Довідкова інформація включає в себе котирування і рейтинги цінних паперів, прес-релізи та фінансові звіти компаній. Сайт містить тематичні форуми і дискусійні групи, а також пропонує ряд сервісів для менеджера особистої фінансової інформацією.
Міжнародні представництва сайту пропонують аналогічну інформацію і сервіси по країнам присутності на їх національними мовами.